# Mädchen Amick
Mädchen Elaina Amick (Sparks, Nevada; 12 de diciembre de 1970) es una actriz estadounidense. Es conocida por su papel de Shelly Johnson en la serie de televisión de culto Twin Peaks y como Tanya Robertson en Sleepwalkers de Stephen King (1992). Amick también ha protagonizado I'm Dangerous Tonight (1990), Twin Peaks: Fire Walk With Me (1992), Gossip girl (2008), Dream Lover (1993),  Love, Cheat & Steal (1993), y Atrapados en el paraíso (1994). Amick repitió su papel como Shelly en Twin Peaks en 2017 y actualmente interpreta a Alice Cooper en Riverdale.

## Primeros años
Amick nació en Sparks, Nevada,a unas pocas millas al este de Reno.
Sus padres son Judy, una administradora de la oficina médica, y Bill Amick, un músico.Es en gran parte de ascendencia alemana,por eso sus padres eligieron el nombre Mädchen, que significa "chica" en alemán, aparte de que querían un nombre inusual.También tiene ascendencia noruega, sueca, inglesa e irlandesa.
Siendo una niña, fue alentada por sus padres a seguir sus instintos creativos. Aprendió a tocar el piano, el bajo, el violín y la guitarra y tomó clases de tap, ballet, jazz y danza moderna. 
En 1987, a la edad de 16 años, se trasladó a Los Ángeles para seguir una carrera en la actuación.

## Carrera
Después de mudarse a Los Ángeles, Amick comenzó su carrera con papeles de invitada en Star Trek: The Next Generation (1989) y Baywatch (1989). Amick consiguió su primera oportunidad cuando el director David Lynch a eligió para interpretae a la camarera Shelly Johnson en la serie de televisión Twin Peaks. El personaje de Amick sufrió abuso físico a manos de su marido criminal, Leo, y fue uno de los personajes más populares asegurando su regreso en el largometraje Twin Peaks: Fire Walk with Me. En 1990, fue elegida como Mandy en Don't Tell Her It's Me e interpretó a Amy en la película de terror de Tobe Hooper I'm Dangerous Tonight. En 1991, fue elegida en The Borrower. En 1992, Amick retrató a la heroína Tanya Robertson en la película de terror de Stephen King Sleepwalkers. Al año siguiente, protagonizó la película de suspenso Love, Cheat & Steal (1993).

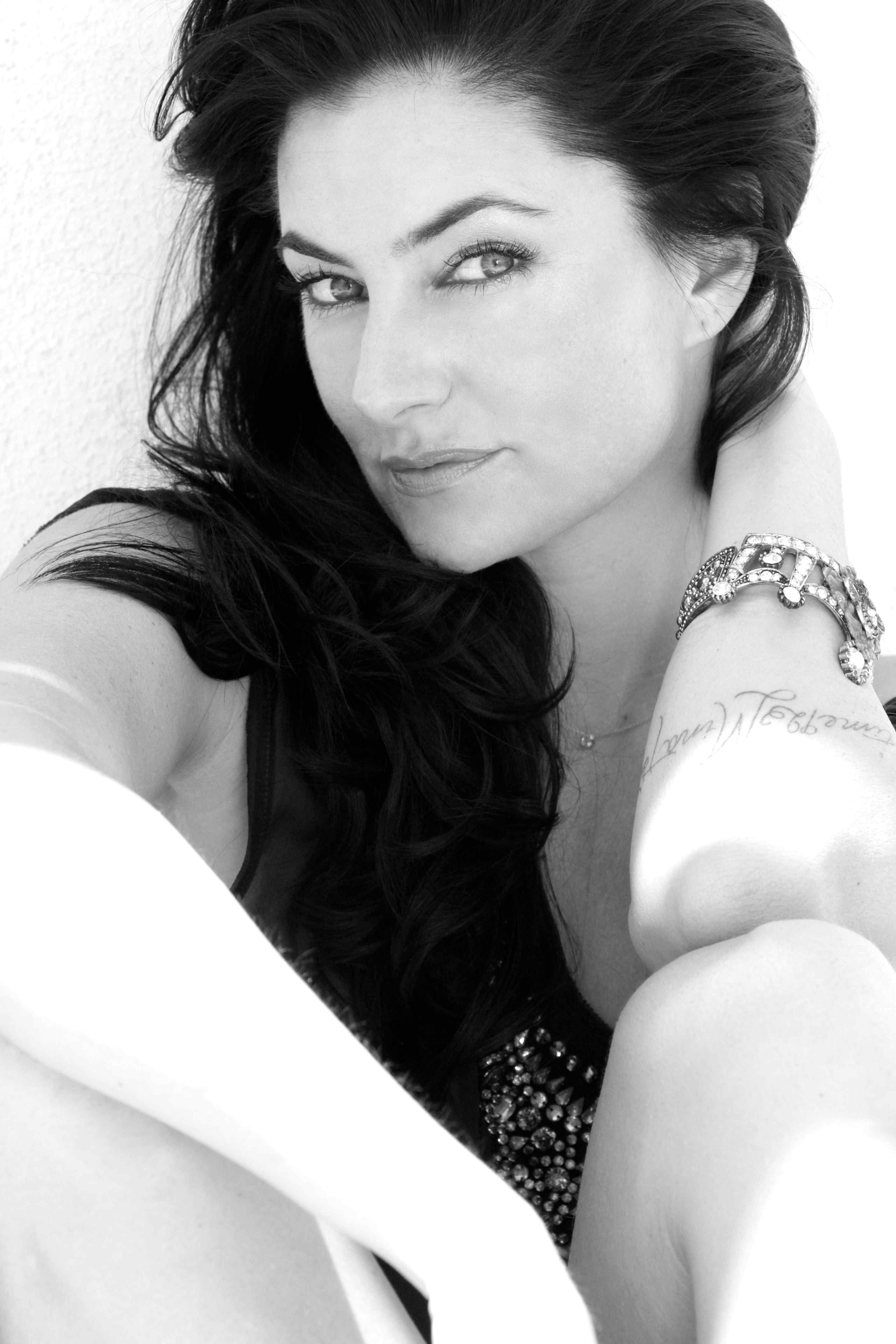
Amick en 2014

En 1994, Amick fue elegido como Lena Mathers en el largometraje Dream Lover, un thriller erótico en el que coprotagonizó con James Spader y que le dio notoriedad. En 1995, Amick apareció en la comedia romántica French Exit. En 1996, Amick fue lanzado en el thriller de ciencia ficción Bombshell. El regreso de Amick a la televisión llegó en el otoño de 1995 con la telenovela de la CBS, de gran audiencia, en el horario estelar fue Central Park West. En 1997, Amick protagonizó la película Wounded. En 1998, Amick protagonizó la edición actualizada de Fantasy Island.
Después de una década de papeles que no lograron encender la publicidad de Twin Peaks, Amick se convirtió gradualmente en un rostro notable en la televisión con papeles recurrentes en Gilmore Girls, ER, Jake in Progress, and Joey. En 2006, Amick era un regular en la sitcom Freddie que fue cancelado posteriormente.
Amick fue una estrella invitada en varios episodios de la serie de suspenso Kidnapped en la NBC, dando vida a una asesina extraña y mortal. También tuvo un papel recurrente en la segunda temporada de Dawson's Creek como una maestra de estudios de cine sustituta del personaje principal. En 2007, tuvo un papel principal en la serie musical de corta duración de CBS Viva Laughlin.
Amick tuvo un papel recurrente en la temporada 2 de Gossip Girl siendo el interés amoroso de Nate Archibald, y también aparece en la segunda temporada de la serie Showtime Californication. En 2008, Amick protagonizó como la esposa de Christian Slater en la serie My Own Worst Enemy de la NBC. En 2010, Amick jugó a Danielle Marchetti en la serie de FX Damages.

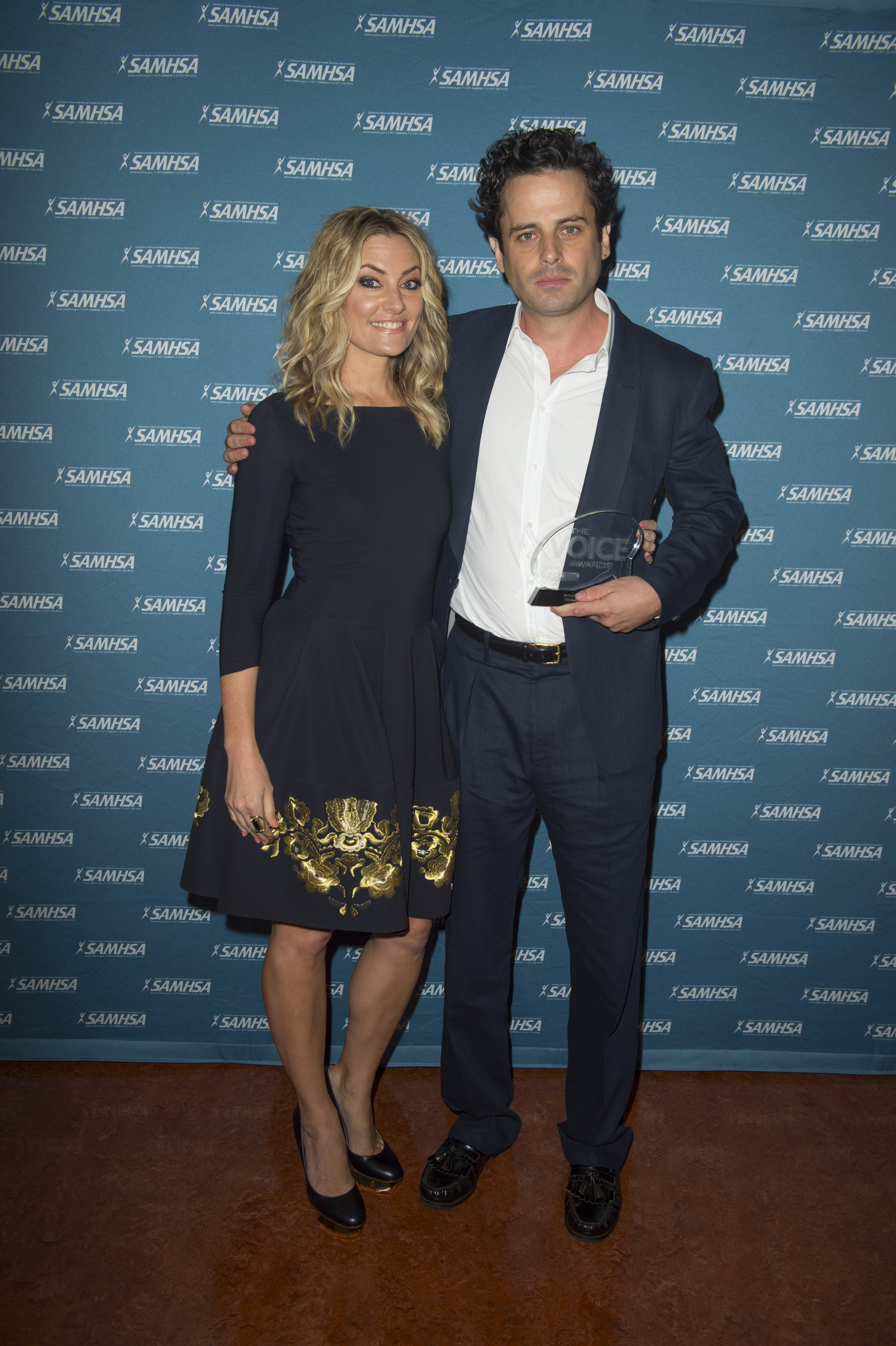
Amick en 2016

En 2011 apareció en la película posapocalíptica Priest. En 2013, Amick comenzó a protagonizar el drama sobrenatural de Lifetime Witches of East End junto a Julia Ormond, Rachel Boston y Jenna Dewan-Tatum. El personaje de Amick, Wendy Beauchamp fue originalmente una estrella invitada, pero más tarde se convirtió en un personaje permanente después de filmar el episodio piloto. El 6 de agosto de 2015, Amick se unió al elenco de American Horror Story: Hotel como una madre cuyo hijo está enfermo. Mädchen interpreta a Alice Cooper, madre de Betty en el programa de televisión de The CW, Riverdale. Ella ha sido elegida en su papel original, Shelly Johnson, para la continuación de Twin Peaks en Showtime.

## Vida personal
Desde 1992 está casada con el compositor David Alexis, con el que tiene dos hijos, Sylvester y Mina; esta última es una cantante quien en el 2018, lanzo el sencillo Freedom, del album Twin Peaks.

## Filmografía
| Televisión  | Televisión                              | Televisión               | Televisión                        |                  |
| Año         | Título                                  | Personaje                | Notas                             |                  |
| ----------- | --------------------------------------- | ------------------------ | --------------------------------- | ---------------- |
| 1989        | Baywatch                                | Laurie Harris            | 1 episodio                        |                  |
| 1989        | Star Trek: The Next Generation          | Anya (adolescente)       | 1 episodio                        |                  |
| 1990–1991   | Twin Peaks                              | Shelly Johnson           |                                   |                  |
| 1994        | Dream Lover                             | Lena Mathers             | Film del género Thriller erótico. |                  |
| 1995        | Fallen Angels                           | Sra. Cordell             | 1 episodio                        |                  |
| 1995–1996   | Central Park West                       | Carrie Fairchild         | Elenco principal                  |                  |
| 1998–1999   | Fantasy Island                          | Ariel                    | Elenco principal                  | Elenco principal |
| 1999        | Dawson's Creek                          | Nicole Kennedy           |                                   |                  |
| 2002–2003   | Gilmore Girls                           | Sherry Tinsdale          | 3 episodios                       |                  |
| 2003        | Ed                                      | Celeste 'CeCe' Royce     | 3 episodios                       | 1 episodio       |
| 2003        | Wild Card                               | Crystal Stevenson        |                                   | 1 episodio       |
| 2003        | Queens Supreme                          | Lisa Salinger            |                                   | 1 episodio       |
| 2004–2005   | ER                                      | Wendall Meade            | 10 episodios                      |                  |
| 2005        | Joey                                    | Sara                     | 5 episodios                       |                  |
| 2005        | Jake in Progress                        | Kylie                    | 2 episodios                       |                  |
| 2005–2006   | Freddie                                 | Allison                  | Elenco principal                  |                  |
| 2006        | Law & Order                             | Alissa Goodwyn           | 1 episodio                        |                  |
| 2006–2007   | Kidnapped                               | Vivian Guttman           | 4 episodios                       |                  |
| 2007        | Viva Laughlin                           | Natalie Holden           | 3 episodios                       |                  |
| 2008        | My Own Worst Enemy                      | Angelica 'Angie' Spivey  | Elenco principal                  |                  |
| 2008        | Californication                         | Janie Jones              | 6 episodios                       |                  |
| 2008        | Gossip Girl                             | Duquesa Catherine Beaton | 4 episodios                       |                  |
| 2008        | Shark                                   | Gina Romero              | 1 episodio                        |                  |
| 2010        | CSI: NY                                 | Aubrey Hunter            | 3 episodios                       |                  |
| 2010        | Damages                                 | Danielle Marchetti       | 6 episodios                       |                  |
| 2011        | White Collar                            | Selena Thomas            |                                   |                  |
| 2012        | Beauty & the Beast                      | Lois Whitworth           | 1 episodio                        |                  |
| 2012        | Political Animals                       | Mindy Meyers             | 1 episodio                        |                  |
| 2012        | Drop Dead Diva                          | Gina Blunt               | 2 episodios                       |                  |
| 2012        | Ringer                                  | Greer Sheridan           | 2 episodios                       |                  |
| 2012        | Mad Men                                 | Andrea Rhodes            | 1 episodio                        |                  |
| 2012        | In Plain Sight                          | Susan                    | 1 episodio                        |                  |
| 2012        | Psych                                   | Jacqueline Medeiros      | 1 episodio                        |                  |
| 2013–2014   | Witches of East End                     | Wendy Beauchamp          | 1 episodio                        | Elenco principal |
| 2013–2014   | Longmire                                | Deena                    | 3 episodios                       |                  |
| 2015        | American Horror Story: Hotel            | Sra. Ellison             | 3 episodios                       |                  |
| 2016        | Second Chance                           | Joan Solodar             | 1 episodio                        |                  |
| 2016        | Love                                    | Madre                    | 2 episodios                       |                  |
| 2017        | Twin Peaks                              | Shelly Johnson           | Elenco principal                  |                  |
| 2017 - 2023 | Riverdale                               | Alice Cooper             | Elenco principal                  |                  |
| 2019        | Las escalofriantes aventuras de Sabrina | Alice Cooper             | 1 episodio                        |                  |

| Películas | Películas                               | Películas           | Películas                                           |           |
| Año       | Título                                  | Personaje           | Notas                                               |           |
| --------- | --------------------------------------- | ------------------- | --------------------------------------------------- | --------- |
| 1990      | Don't Tell Her It's Me                  | Mandy               |                                                     |           |
| 1990      | I'm Dangerous Tonight                   | Amy                 | Telefilme                                           |           |
| 1990      | Jury Duty: The Comedy                   | Miss Doddsworth     | Telefilme                                           |           |
| 1991      | The Borrower                            | Megan               |                                                     |           |
| 1991      | For the Very First Time                 | Rhonda              | Telefilme                                           |           |
| 1992      | Twin Peaks: Fire Walk with Me           | Shelly Johnson      |                                                     |           |
| 1992      | Sleepwalkers                            | Tanya Robertson     |                                                     |           |
| 1993      | Love, Cheat & Steal                     | Lauren Harrington   |                                                     |           |
| 1993      | Dream Lover                             | Lena Mathers        |                                                     |           |
| 1994      | Atrapados en el paraíso                 | Sarah Collins       |                                                     |           |
| 1995      | The Courtyard                           | Lauren              | Telefilme                                           |           |
| 1995      | French Exit                             | Zina                |                                                     |           |
| 1996      | Twist of Fate                           | Rachel Dwyer        |                                                     |           |
| 1997      | Heartless                               | Ann 'Annie' O'Keefe |                                                     |           |
| 1997      | Wounded                                 | Julie Clayton       |                                                     |           |
| 1998      | Bombshell                               | Angeline            |                                                     |           |
| 1999      | Mr. Rock 'n' Roll: The Alan Freed Story | Jackie McCoy        | Telefilme                                           |           |
| 1999      | The Hunted                              | Samantha Clark      | Telefilme                                           |           |
| 2000      | The List                                | Gabrielle Mitchell  |                                                     |           |
| 2001      | Scenes of the Crime                     | Carmen              |                                                     |           |
| 2001      | Face to Face                            | Jamie               |                                                     |           |
| 2001      | Hangman                                 | Samantha Clark      | Telefilme                                           |           |
| 2002      | Global Effect                           | Dr. Sera Levitt     |                                                     |           |
| 2002      | The Rats                                | Susan Costello      | Telefilme                                           |           |
| 2005      | Four Corners of Suburbia                | Rachel Samson       |                                                     |           |
| 2005      | Lies and Deception                      | Jean Brooks         | Telefilme                                           |           |
| 2008      | The Verdict                             | Christine           |                                                     |           |
| 2009      | The Law                                 | Liz                 |                                                     |           |
| 2010      | Pleading Guilty                         | Brushy              | Telefilme                                           |           |
| 2010      | Unanswered Prayers                      | Ava Andersson       | Telefilme                                           |           |
| 2011      | Metro                                   | Mary McCarthy       | Telefilme                                           | Telefilme |
| 2011      | Priest                                  | Shannon Mace        | Telefilme                                           |           |
| 2014      | Twin Peaks: The Missing Pieces          | Shelly Johnson      | Escenas eliminadas de Twin Peaks: Fire Walk with Me |           |

## Premios y nominaciones
| Año  | Categoría                                  | Premio                  | Película/Serie | Resultado |
| ---- | ------------------------------------------ | ----------------------- | -------------- | --------- |
| 1991 | Outstanding Supporting Actress: Prime Time | Soap Opera Digest Award | Twin Peaks     | Nominada  |
| 1995 | Mejor Actriz                               | Saturn Award            | Dream Lover    | Nominada  |